# Michele della Torre
Michele della Torre (né à Udine en Frioul, Italie, en  1511 et mort à Ceneda le 21 février 1586) est un cardinal italien du XVIe siècle.

## Repères biographiques
Michele della Torre est clerc à Aquilée et doyen du chapitre d'Udine. En 1547 il est élu évêque de Ceneda et il est nonce apostolique en France de 1547 à 1550 et de 1566 à 1568. Della Torre participe au concile de Trente et est  majordome du pape de 1555 à 1557 et référendaire au tribunal suprême de la Signature apostolique.
Le pape Grégoire XIII le crée cardinal lors du consistoire du 12 décembre 1583. Le cardinal Della Torre ne  participe pas au conclave de 1585, lors duquel Sixte V est élu pape. 